# Groot licht (wegverkeer)

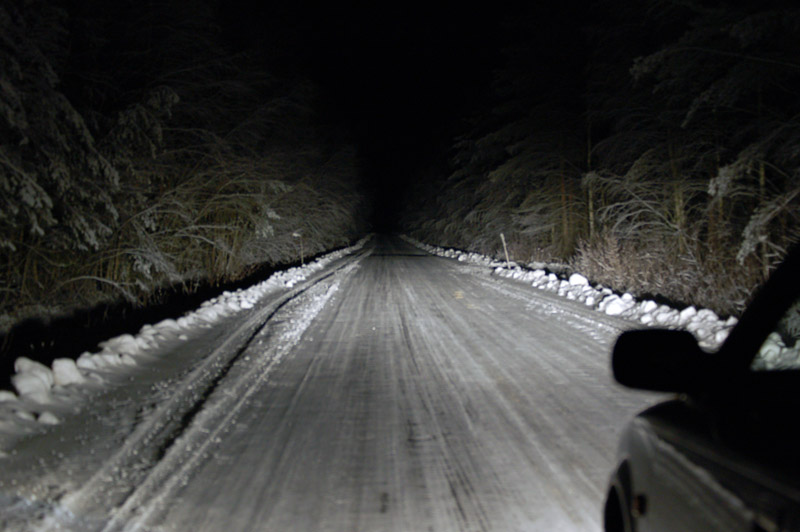
Groot licht op een besneeuwde weg

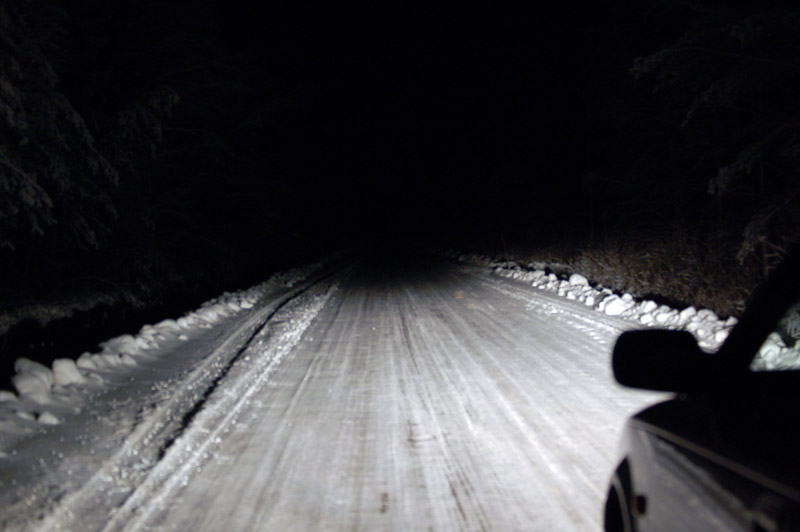
Dimlicht in dezelfde situatie

Groot licht is een voertuigverlichting die de weg voor een voertuig over een grote afstand verlicht. Het is te onderscheiden van dimlicht, waarbij de lichtbundel naar beneden is gericht om andere weggebruikers niet te verblinden, en dat de weg over een kortere afstand verlicht. In Scandinavische landen wordt het groot licht vaak aangevuld met verstralers. Men kan in bepaalde gevallen groot licht ook gebruiken om andere weggebruikers met (korte) lichtsignalen te waarschuwen; men spreekt dan wel van de lichtclaxon.

## Regelgeving in Nederland
In Nederland is het voeren van groot licht toegestaan in de gevallen waarin men ook dimlicht mag voeren, behalve
- overdag;
- wanneer men een tegenligger ontmoet;
- en wanneer men een ander voertuig op korte afstand volgt.

In de laatste twee gevallen gaat het erom dat men andere weggebruikers niet verblindt.
Het gebruik van lichtsignalen met groot licht ('lichtclaxon') is in Nederland alleen toegestaan om andere weggebruikers te waarschuwen 'ter afwending van dreigend gevaar', zoals ook geldt voor de gewone claxon.